# Episodi di Regular Show (quinta stagione)
La quinta stagione di Regular Show è stata trasmessa in prima visione su Cartoon Network negli Stati Uniti d'America dal 2 settembre 2013, mentre in Italia è stata trasmessa ad 31 marzo 2014.
| nº | Titolo originale                       | Titolo italiano              | Prima TV USA      | Prima TV Italia  |
| -- | -------------------------------------- | ---------------------------- | ----------------- | ---------------- |
| 1  | Laundry Woes                           | Il maglione                  | 2 settembre 2013  | 31 marzo 2014    |
| 2  | Silver Dude                            | Il ritorno dello zombie 4    | 2 settembre 2013  | 1º aprile 2014   |
| 3  | Benson's Car                           | La macchina di Benson        | 9 settembre 2013  | 31 marzo 2014    |
| 4  | Every Meat Burritos                    | Il burrito tutta ciccia      | 16 settembre 2013 | 31 marzo 2014    |
| 5  | Wall Buddy                             | Di chi è la spazzatura?      | 23 settembre 2013 | 1º aprile 2014   |
| 6  | A Skips in Time                        | "Skippato" nel tempo         | 30 settembre 2013 | 14 aprile 2014   |
| 7  | Survival Skills                        | Corso di sopravvivenza       | 14 ottobre 2013   | 15 aprile 2014   |
| 8  | Terror Tales of the Park III           | I racconti del terrore III   | 21 ottobre 2013   | 8 aprile 2014    |
| 9  | Terror Tales of the Park III           | I racconti del terrore III   | 21 ottobre 2013   | 8 aprile 2014    |
| 10 | Tants                                  | Pranzo in pantavolo          | 4 novembre 2013   | 14 aprile 2014   |
| 11 | Bank Shot                              | Sfida all'ultimo canestro    | 11 novembre 2013  | 15 aprile 2014   |
| 12 | Power Tower                            | Sfida di bodybuilding        | 18 novembre 2013  | 15 aprile 2014   |
| 13 | The Thanksgiving Special               | Il giorno del ringraziamento | 25 novembre 2013  | 8 aprile 2014    |
| 14 | The Thanksgiving Special               | Il giorno del ringraziamento | 25 novembre 2013  | 8 aprile 2014    |
| 15 | The Heart of a Stuntman                | Una festa riuscita           | 2 dicembre 2013   | 15 aprile 2014   |
| 16 | New Year's Kiss                        | La festa di fine anno        | 31 dicembre 2013  | 1º aprile 2014   |
| 17 | Dodge This                             | Torneo di dodgeball          | 13 gennaio 2014   | 14 aprile 2014   |
| 18 | Portable Toilet                        | Il bagno chimico             | 27 gennaio 2014   | 15 aprile 2014   |
| 19 | The Postcard                           | Cercasi Celia disperatamente | 13 febbraio 2014  | 4 dicembre 2014  |
| 20 | Rigby in the Sky with Burrito          | La festa delle superiori     | 27 febbraio 2014  | 15 aprile 2014   |
| 21 | Journey to the Bottom of the Crash Pit | Antifurti da ridere          | 3 marzo 2014      | 16 aprile 2014   |
| 22 | Saving Time                            | L'ora illegale               | 10 marzo 2014     | 11 dicembre 2014 |
| 23 | Guitar of Rock                         | La chitarra del rock         | 17 marzo 2014     | 4 dicembre 2014  |
| 24 | Skips' Story                           | La storia di Skips           | 14 aprile 2014    | 3 aprile 2015    |
| 25 | Skips' Story                           | La storia di Skips           | 14 aprile 2014    | 3 aprile 2015    |
| 26 | Return of Mordecai and the Rigbys      | Sfida tra band               | 21 aprile 2014    | 4 dicembre 2014  |
| 27 | Bad Portrait                           | Il ritratto di Benson        | 28 aprile 2014    | 4 dicembre 2014  |
| 28 | Video 101                              | Video 101                    | 5 maggio 2014     | 11 dicembre 2014 |
| 29 | I Like You Hi                          | Mi piaci tu CJ               | 12 maggio 2014    | 11 dicembre 2014 |
| 30 | Play Date                              | Appuntamento al parco giochi | 5 giugno 2014     | 11 dicembre 2014 |
| 31 | Expert or Liar                         | Esperto o bugiardo           | 12 giugno 2014    | 18 dicembre 2014 |
| 32 | Catching the Wave                      | Cavalcare l'onda             | 19 giugno 2014    | 25 dicembre 2014 |
| 33 | Gold Watch                             | L'orologio d'oro             | 26 giugno 2014    | 18 dicembre 2014 |
| 34 | Paint Job                              | Un lavoretto pulito          | 3 luglio 2014     | 18 dicembre 2014 |
| 35 | Take the Cake                          | Porta la torta               | 10 luglio 2014    | 18 dicembre 2014 |
| 36 | Skips in the Saddle                    | Il gioco delle coppie        | 17 luglio 2014    | 25 dicembre 2014 |
| 37 | Thomas Fights Back                     | La statua rubata             | 24 luglio 2014    | 25 dicembre 2014 |
| 38 | Bachelor Party! Zingo!!                | Addio al celibato! Zingo!    | 31 luglio 2014    | 1º gennaio 2015  |
| 39 | Tent Trouble                           | Tenda da campeggio           | 7 agosto 2014     | 1º gennaio 2015  |
| 40 | Real Date                              | Un vero appuntamento         | 14 agosto 2014    | 25 dicembre 2014 |

## Il maglione
Mordecai cade in depressione in seguito alla partenza di Margaret (s.4 ep.40). Dopo aver passato del tempo con i suoi amici per tirarsi su di morale, trova un maglione di Margaret, Mordecai è ostinato a ridarglielo, anche a costo di viaggiare da solo per tutta la distanza che li separa.

## Il ritorno dello zombie 4
Mordecai e Rigby decidono di fare alcuni lavori per Benson per poter raccogliere abbastanza soldi da comprare la nuova versione del loro gioco preferito. Si accorgono però che si raccolgono soldi più in fretta facendo gli artisti di strada. L'artista di strada presente prima di loro non vuole però che gli rubino il posto e allora incomincia ad imitarli

## La macchina di Benson
Mordecai e Rigby danneggiano accidentalmente il parabrezza della macchina di Benson e quindi la nascondono. Benson crede che la sua macchina sia stata rubata ed ingaggia quindi un pericoloso tizio dal futuro che ha il compito di eliminare i presunti malfattori. Mordecai e Rigby, una volta scoperti vengono inseguiti dal tizio armato; Benson, scoperta la verità protegge i due, a costo della propria macchina.

## Pranzo in pantavolo
Pops regala a Mordecai e Rigby dei pantaloni orribili e quindi decidono di sabarazzarsene, quando però Pops li vuole invitare ad un pranzo in pantavolo, i due sono costretti a recuperare i pantaloni, che però vengono distrutti. Con l'aiuto di Eileen costruiscono dei nuovo pantaloni, questo però non è permesso dalla società che fabbrica questi pantaloni; Pops scopre poi la verità ma perdona Mordecai e Rigby.

## Sfida all'ultimo canestro
Rigby è esperto in un gioco simile al basket, viene sfidato da un personaggio che è apparentemente più forte e i due cominciano a fare scommesse sulla punizione che spetta al perdente; Rigby fa uno dei suoi tiri migliori ma non va a segno e quindi rimane in svantaggio. Rigby dopo essersi allenato ritorna per vincere, si scopre poi che il tiro mancato in precedenza necessitava di più tempo per andare a segno nel modo più spettacolare possibile.

## Sfida di bodybuilding
L'episodio inizia con Mordecai e Rigby alla Power Tower, sembrano sollevare pesi e allenarsi, ma viene poi dimostrato che stanno effettivamente giocando a ping-pong con Muscle Man e Batti Cinque. Un bodybuilder non vuole che si giochi a ping pong in palestra, Muscle Man per difendere i suoi amici decide allora di batterlo in una gara di bodybuilding; Muscle Man che aveva già partecipato a queste gare non è però più in forma come una volta.

## Torneo di dodgeball
I giardinieri partecipano ad un torneo di dodgeball e riescono ad arrivare in finale, le loro avversarie sono tutte femmine e Mordecai riconosce CJ.

## Cercasi Celia disperatamente
Batti Cinque sta cercando la sua ragazza Celia con l'aiuto dei suoi amici e del fratello Batti Dieci.

## Sfida tra band
L’episodio comincia con i ragazzi che stanno sdraiati sul divano a disperarsi, a causa del terribile caldo. Per potersi rinfrescare, Mordecai e Rigby vanno al bar dove incontrano Eileen, che dice loro che ci sarà una battaglia delle band e il primo premio sarà un condizionatore nuovo di zecca. I due corrono dagli altri per dire che stanno rifondando la band “Mordecai e i Rigby”. Ma, dato che due ragazzi non formano una band, decidono di far entrare i loro amici nella loro band: Skips al basso, Pops alla tastiera, Muscle Man e Dammi 5 alla tromba e Benson alla batteria. Dato che Thomas non sa suonare, si offre per essere il loro manager britannico. Una volta assegnati gli strumenti, la band va in garage per fare le prove. Mordecai dice che, essendo una band, nessuno è al comando le idee di uno valgono per tutti. I ragazzi sono alla ricerca di una melodia, e Benson propone un’opera rock di sua invenzione, “Benson-Fonia”, ma Muscle Man stronca l’idea, dato che ora sono tutti un’unica voce ed è un’idea stupida. Mordecai propone un riff a cui stava lavorando e lui e tutta la band cominciano a suonare. Non appena cominciano a suonare, però, Benson comincia ad essere incredibilmente pignolo e a comandare tutti gli altri a bacchetta, con grande frustrazione di tutti. Tutti (tranne Benson) si riuniscono in bagno per discutere chi dovrebbe essere il vero leader della band, e tutti propongono Mordecai e Rigby. Uscendo, scoprono che Benson ha origliato tutta la conversazione ed è infuriato, dato che non capiscono il senso del rock e lui è l’unico a prendere seriamente la faccenda, quindi se ne va. Ma alla band serve un batterista e Thomas si offre, ma non sa suonare. Mordecai dice che dovrebbero scartare la melodia di prima e ne suggerisce un’altra meno orecchiabile e con un testo molto banale. Rigby dice che così non vinceranno mai e per poco non scoppia una violenta lite tra lui e Mordecai. Quest’ultimo dice che gli importa quello che Rigby dice e la band si scioglie (per la seconda volta). Eileen va a consolare Rigby, dicendo che è stato lui a dare vita alla band e lui la riunirà. Rigby accetta e decide di usare la scusa della pizza gratis per riunire tutti i ragazzi in un unico posto. Ma quando scoprono che Rigby gli ha ingannati per vincere la sfida, Mordecai si rifiuta di suonare in una band con Benson e, per dispetto, comincia a toccare la sua batteria. Quest’ultimo, per vendetta, spezza le corde della chitarra di Mordecai. Inizia così una violenta lite in cui tutti i loro strumenti vengono distrutti. Nonostante ciò, tutti fanno pace e decidono di suonare, ma non hanno più gli strumenti e si presentano sul palco senza di essi. Un uomo del pubblico li critica per non aver gli strumenti, ma Mordecai dice che il loro rock e così potente che non hanno bisogno di essi. I ragazzi cominciano a fare una versione a cappella orrenda e imbarazzante della loro prima melodia. Dopo un po’, però, cominciano a comparire strumenti virtuali con i quali conquistano il pubblico e vincono il condizionatore. In realtà si rivela un sogno, dato che i ragazzi sono svenuti sul palco ancor prima di iniziare a causa di un violento colpo di calore. Si sono classificati all’ultimo posto e il loro subconscio ha creato una realtà in cui erano fenomenali e ora sono ricoverati in ospedale. Nonostante non abbiano vinto, sono comunque contenti dato che in ospedale l’aria condizionata è gratis.

## Cavalcare l'onda
Pops vuole ridiventare tutt'uno con la natura, per farlo vuole a tutti i costi cavalcare un'onda.

## Porta la torta
Benson vuole impressionare il sig. Maellard con una sorpresa per il suo compleanno, ci riuscirà grazie a tutti i suoi lavoratori e non

## La statua rubata
Benson vorrebbe licenziare Thomas e quest'ultimo lo scopre; nel frattempo la statua che raffigura il primo proprietario del parco viene rubata da Gene come ogni anno. Thomas approfitta della situazione e si infiltra sotto copertura nel parco rivale per un mese, il gruppo di lavoratori del parco riesce a riottenere la statua grazie alle abilità di Thomas, che riacquista la fiducia di Benson e perciò può rimanere a lavorare al parco.

## Un vero appuntamento
Mordecai e CJ decidono di avere un appuntamento e vogliono rendere il tutto perfetto.